# Miles Peña
Miles Peña (né José Antonio Peña ) est un chanteur de salsa romantique cubain, occasionnellement acteur, né à La Havane à la fin des années 1960.

## Biographie
Enfant, il est apparu en tant qu'acteur dans de nombreux films, séries et feuilletons de la télévion (telenovelas) (à 8 ans il a joué dans le film Los Arifices ).
Il entre ensuite à l'académie de musique Amadeo Rodan pour y étudier le chant et le saxophone, il en ressort diplômé avec mention à 17 ans.
Il déménage ensuite sur l'Île de la Jeunesse, forme son propre groupe qui devient populaire à Cuba, avec qui il se produit pour les troupes cubaines en Angola.
En 1988, il intègre la revue du cabaret Tropicana, devient le chanteur principal et une star.
En 1991, en tournée avec la troupe du Tropicana à Vienne, il profite qu'on ait remis aux artistes leur passeport et non aux responsables de la sécurité dont il déjoue la vigilance pour s'enfuir de l'hôtel et demande l'asile politique à l'Autriche, qui le lui refusera.
Il se rendra alors en République dominicaine, où une de ses amies autrichienne a une maison. Arrivé là bas, il prend le surnom de "Miles", en raison des nombreux miles (unité de mesure de distance aux États-Unis) qu'il a parcouru pour fuir le régime castriste. En 1992, il obtient un visa pour se rendre à New York.
En 1993, il signe sur le label RMM et sort son premier album De Qué Me Vale, produit par José Mangual Jr et Sergio George à New York et Humberto Ramirez à Porto Rico, et chante Para Qué avec l'Orquesta RMM, en live au Miami Arena, un des hits de l'album qui sortira sous le titre Familia RMM Vivo en 1994.
En 1994, il écrit pour Oscar D'Leon le hit Matematica sexual, et sort un album éponyme, produit par Humberto Ramirez à Porto Rico.
En 1996, il chante en duo avec Jesus Enriquez With a Little Help from My Friends (La Ayuda De La Amistad) sur l'album Tropical Tribute to the Beatles (RMM), écrit et interprète Mi Tierra Querida (Ma patrie bien-aimée) avec les "Super Cuban All Stars" sur l'album Made In The USA (RMM) qu'il produit, intervient en featuring du collectif rap/hip-hop Tres Equis sur le titre Soho de leur album La Jungla Latina (RMM), et sort son troisième CD, Torbellino de Amor, une nouvelle fois produit par Humberto Ramirez.
En 1998 il sort son quatrième CD, Mis Ideas, qu'il a lui-même produit.
Parmi ses succès dans le classement du Billboard "Latin Tropical/Salsa airplay" figurent Corazon Partido, Me Pasa Igual a Mi, et Solito, Solo.
Il est aussi apparu en tant qu'acteur dans les films Deux cow-boys à New York (The Cowboy Way), Final Gesture, The Break.